# Georges Bendrihem
Georges Bendrihem, né le 25 novembre 1932 à Casablanca au Maroc et mort le  6 octobre 1995 en Tunisie, est un photographe de presse qui a effectué l’essentiel de sa carrière à l’Agence France-Presse.

## Biographie
Il commence par un apprentissage de menuisier avant d’exercer dès 1947 la fonction de retoucheur portraitiste. À peine âgé de trente ans, il devient correspondant au Maroc pour l’Associated Press. Arrivé en France en 1960, après la fin du Protectorat (1956), il s'installe à Reims avec sa femme et ses 2 filles et après la naissance de son fils, rejoint ses parents à Sarcelles. Il travaille alors pour l’agence Keystone et intègre en avril 1962 l’Agence France-Presse. Il y exerce la fonction de tireur en laboratoire avant d’effectuer un premier reportage en suivant les évènements de Mai 68. Passé photographe, il se spécialise dans le domaine sportif. Il couvre notamment les Jeux olympiques d'hiver comme ceux d’été de Grenoble et Mexico, jusqu’à Los Angeles en 1984.
Le 5 juin 1980, alors qu'il couvre une manifestation de médecins sur le pont de l'Alma, il est victime de matraquage par les forces de l’ordre qui blessent aussi le motard de l'AFP qui l'accompagne, ou encore Jean-Pierre Defail, du magazine Le Point, mais aussi André Dogué, délégué général du Syndicat national des médecins de groupe. 
Cet incident provoque la colère de l’ensemble des reporters photographes qui déposent, en signe de protestation, leurs appareils à la sortie d'un Conseil des ministres, la section photoreporters de l'Union nationale des syndicats de journalistes (UNSJ) appelant à boycotter toutes prises de vues d'actualités durant la journée du mercredi 11 juin, jour du conseil des ministres. Jacques Monnier, président de la CSMF et Henri Pigeat, PDG de l'AFP, où a lieu un arrêt de travail de 30 minutes, écrivent au ministre de l'Intérieur, qui s'excuse en réponse,. Des photos montrent le geste le blessant à l'œil droit et l'Union nationale des syndicats de journalistes (UNSJ) réclame un "brassard de presse", délivré par la CCIJP. Une nouvelle grève de deux heures a lieu à l'AFP le 26 juin pour le demander et des sanctions sont réclamées. Finalement, fin novembre 1980, est créé un brassard de presse strictement délivré par la CCIJP.
Cette marque de reconnaissance le lance dans la réalisation d’un complexe annuaire des photographes de presse, rapidement appelé le Ben book, par le milieu du photojournalisme.
En 1995, il sera appelé à couvrir la campagne présidentielle du candidat Jacques Chirac. Après l’élection, il suivra le chef de l'État dans l’ensemble de ses déplacements. C’est lors d’une visite officielle en Tunisie qu’il trouve la mort le 6 octobre 1995 dans l’accident du taxi qui le conduisait de Kairouan à l’aéroport de Tunis,.
En son honneur, le prix Georges Bendrihem a été créé en 1996, sous le haut patronage du Président de la République française dans le but de récompenser une photographie de personnalité politique européenne.